# 친북 반국가 행위자 인명사전
《친북 반국가 행위자 인명사전》(親北 反國家 行爲者 人名辭典, 줄여서 친북인명사전)은 대한민국의 보수계열 민간단체인 국가정상화추진위원회가 친북·반국가 행위자 명단을 수록하여 편찬하고자 하는 사전이다. 해당 인물이 사망했을 경우, 반론이나 이의제기의 증명이 쉽지 않아 신뢰성 및 객관성 등에서 문제가 될 소지가 있어 생존 인사만을 실었다. 국가정상화추진위원회는 2010년 3월 12일, ‘친북 반국가 행위자 인명사전’ 1차 수록 예정자 100명의 명단을 공개하였다
 고 취지를 설명했다. 별칭으로는 종북인명사전이라고도 부른다.
2009년의 1차 대상자 발표에서 김대중, 노무현 등이 실리지 않았다는 이유로 일부 보수단체가 반발하기도 했다.
당초 친북-반국가행위 인명사전을 2010년 8월 15일에 발간한다고 하였으나 2010년 8월 2일 10월로 연기하였으며, 2010년 10월 31일 발간일정을 다시 무기한 연기하였다.

## 선정 기준
해당 단체가 주장하는 친북 반국가 행위자 인명사전의 선정 기준은 다음과 같다.
- 북한의 통치이념인 주체사상, 선군노선을 미화·찬양한 자
- 북한 공산주의 체제 우월성을 찬양·선전한 자
- '주한미군 철수', '국가보안법 폐지', '공산당 합법화' 등 북한의 대남 정책 및 주장을 옹호, 지지한 자
- 시장경제와 자유 민주주의 체제를 부정하고 파괴를 선동한 자
- 마르크스주의, 사회주의, 공산주의 실현을 선전, 선동한 자
- 계급투쟁에 의한 인민혁명, 인민 권력 수립을 주장한 자
- 의회민주주의와 국가사법체계 파괴를 선동한 자

## 논란
국가정상화추진위원회는 해당 인물이 사망했을 경우 반론이나 이의제기의 증명이 쉽지 않아 신뢰성 및 객관성 등에서 문제가 될 소지가 있어 생존 인사만을 실었다고 주장했으나 일부 우익 단체에서는 그렇게 되면 김대중, 노무현 전직 대통령과 같이 해당되지 않는 사람들이 있지 않느냐며 반발하기도 했다.

### 김대중, 노무현 누락 논란
일부 우익 단체들의 반발과 항의의 원인 파행의 발단은 김대중, 노무현 두 전직 대통령의 사전 수록 여부였다. 위원회가 '100명 가운데 전직 대통령이 포함되느냐'는 기자 질문에 "5000명 중에는 있으나 100명에는 포함되지 않았다"고 답하자, 장내는 갑자기 아수라장이 됐다. 기자회견을 참관하던 보수 성향 단체의 회원 100여명이 곳곳에서 "대가리를 빼놓고 무슨 친북 인사를 선정한단 말이냐?", "나라를 망친 김대중, 노무현을 반드시 1, 2 순위로 집어넣어야 한다."는 등의 고함을 쳤다.
고영주 위원장이 "객관적인 인명사전을 만들기 위해서 1차는 반론을 할 수 있는 살아 있는 사람들을 대상으로 했다."고 설명하며 진화에 나섰지만 역부족이었다. 보수단체 회원들은 "친북 세력들은 돌아가신 박정희 대통령을 '친일인명사전'에 넣었는데, 죽은 김대중, 노무현을 넣지 못하는 이유가 뭐냐"며 더욱 거세게 항의했다. 위원회 쪽은 결국 기자들의 질문을 더 이상 받지 못한 채 40여분 만에 회견을 중단하고 퇴장했다.

## 같이 보기
- 친일인명사전
- 반공주의
- 학생운동

## 참고 자료
- "김대중·노무현을 왜 뺐어" 친북인명사전 회견 '난장판' 한겨레 2009-11-26